# Jacques Cousin
Jacques Cousin, né le 6 mai 1921 à Paris et mort le 21 mars 1984 à Caen, est un footballeur français. Il évolue au poste d'attaquant dans les années 1940 et 1950.

## Carrière de joueur
- 1942-1943 : FC Sochaux,  France
- 1943-1944 : EF Reims (Fédéral)
- 1945-1946 : FC Sochaux,  France
- 1946-1947 : AS Angoulême (Division 2)
- 1947-1950 : Stade rennais (Division 1)
- 1950-1952 : FC Sète (Division 1) 19 matches, 4 buts[2]
- 1952-1954 : Red Star 93 (Division 2) 45 matches, 12 buts
- 1965-1966 : AAJ Blois